# Pedro Gómez Aparicio
Pedro Gómez Aparicio (Madrid, 1 de agosto de 1903-Madrid, 3 de marzo de 1983) fue un periodista español, de significación católica durante la Segunda República y posteriormente franquista. Profesor de la Escuela Oficial de Periodismo, escribió una Historia del periodismo español.

## Biografía
Nació en Madrid en 1903. Gómez Aparicio fue uno de los discípulos del que posteriormente sería cardenal Herrera Oria, formándose en el periódico El Debate, del que terminó siendo su redactor jefe (1927) y de la revista Mundo (1940-1943). Fundador y primer director del diario granadino Ideal, posteriormente pasaría a dirigir El Ideal Gallego. Durante la Segunda República fue muy crítico con el nuevo régimen, lo cual provocó que tuviera numerosos problemas con la censura. Cuando estalló la Guerra Civil se trasladó a Burgos y posteriormente estuvo con las tropas sublevadas como corresponsal de guerra.
Desde su fundación (1939) fue subdirector de la Agencia EFE y en 1944 pasó a ser su director, cargo que ocupó hasta su dimisión en 1958. Además fue director de la Hoja del Lunes de Madrid, presidente de la Asociación de la Prensa de Madrid y de la Federación de Asociaciones de la Prensa. Asimismo fue profesor de la Escuela Oficial de Periodismo y de la Iglesia. Recibió la Medalla al Mérito en el Trabajo, entregada personalmente por Francisco Franco.
Durante las dos primeras décadas del franquismo fue uno de los referentes ideológicos más valorados por el régimen, al punto de que se le confió una sección de comentarios de actualidad en Radio Nacional de España, que se emitía junto con el parte (nombre de origen militar con el que se denominaban comúnmente los informativos). A Pedro Gómez Aparicio se le conocía popularmente como «Pedrogo», pues se decía que, dado el carácter doctrinal de sus comentarios, muchos de quienes oían la radio, al escuchar la presentación habitual de su sección, «A continuación les ofrecemos el comentario de nuestro colaborador Pedro Gómez Aparicio...», apagaban raudos el receptor quedando en el aire un incompleto «Pedrogo...».

## Obras
- ¿Una tercera guerra universal? (1951)
- La doctrina Kubitschek en marcha (1959)
- Historia del periodismo español (1967-1971)